# 哈姆瓦尔德
哈姆瓦尔德是德国石勒苏益格－荷尔斯泰因州的一个市镇。总面积6.68平方公里，总人口762人，其中男性394人，女性368人（2011年12月31日），人口密度114人/平方公里。